# Râul Karnali
Râul Karnali este cel mai lung din Nepal. Izvorăște în partea occidentală a regatului, aproape de tripla frontieră cu China și India.
Este cunoscut pentru că este un râu unde se poate practica raftingul (sport cu o ambarcațiune pe un râu de curs rapid). În China este cunoscut sub numele de Râul Ghaghara